# Henk Bremmer (natuurkundige)
Henk Bremmer (Den Haag, 23 maart 1904 – Eindhoven, 6 februari 1996) was een Nederlands wis- en natuurkundige en radiopionier.

## Levensloop
Bremmer was zoon van de bekende kunstenaar, kunstkenner en docent H.P. Bremmer Na zijn gymnasiumopleiding studeerde Bremmer in Leiden wis- en natuurkunde. Van 1927 tot 1934 was hij werkzaam als assistent op het Kamerlingh Onnes Laboratorium in Leiden. Zijn promotieonderzoek richtte zich op de elektrische supergeleiding in metalen onder lage temperaturen. In 1934 promoveerde Bremmer bij de bekende fysicus W.J. de Haas, die op zijn beurt een leerling was geweest van Kamerlingh Onnes. Na zijn promotie werd hij onderzoeker bij het Philips Natuurkundig Laboratorium (NatLab) in Eindhoven waar hij samenwerkte met Balthasar van der Pol. Bremmer ontwikkelde zich tot een theoreticus met een zeer grote analytische kennis. Bremmer leverde een belangrijke bijdrage aan de theorie over de voortplanting van golven in media waarvan de voortplantingseigenschappen afhangen van de locatie en hij ontwikkelde hiervoor een wiskundige methode.
Met Van der Pol verrichtte hij in de jaren veertig baanbrekend werk  op het gebied van operatorenrekening zoals de tweezijdige laplacetransformatie.
Bremmer was van 1959 tot 1977 als deeltijdhoogleraar verbonden aan de TH Eindhoven en ontving bij het zevende lustrum in 1991 een eredoctoraat van de TU Eindhoven.